# Pristobaeus trigyrus
Espèce
Synonymes
- Palpelius trigyrus Berry, Beatty & Prószyński, 1996

Pristobaeus trigyrus est une espèce d'araignées aranéomorphes de la famille des Salticidae.

## Distribution
Cette espèce est endémique des îles Yap aux États fédérés de Micronésie,.

## Description
La femelle holotype mesure 4,9 mm.

## Publication originale
- Berry, Beatty & Prószyński, 1996 : Salticidae of the Pacific Islands. I. Distributions of twelve genera, with descriptions of eighteen new species. Journal of Arachnology, vol. 24, p. 214-253 (texte intégral).